# Championnats du monde de patinage de vitesse sur piste courte 1996
Navigation
Édition précédente Édition suivante
Les Championnats du monde de patinage de vitesse sur piste courte 1996 se déroulent du 1 au 3 mars 1996 à La Haye aux Pays-Bas.

## Résultats

### Hommes
| Épreuve         | Or                                                                       | Or        | Argent                                                                               | Argent   | Bronze                                                           | Bronze   |
| --------------- | ------------------------------------------------------------------------ | --------- | ------------------------------------------------------------------------------------ | -------- | ---------------------------------------------------------------- | -------- |
| Toutes épreuves | Marc Gagnon Corée du Sud                                                 | 11 points | Chae Ji-hoon Canada                                                                  | 9 points | Orazio Fagone Italie                                             | 5 points |
| 500 m           | Orazio Fagone Italie                                                     | 43.071    | Mirko Vuillermin Italie                                                              | 43.252   | Frédéric Blackburn Canada                                        | 43.603   |
| 1 000 m         | Li Jiajun Chine                                                          | 1:32.028  | Marc Gagnon Canada                                                                   | 1:32.107 | Chae Ji-hoon Corée du Sud                                        | 1:32.143 |
| 1 500 m         | Marc Gagnon Canada                                                       | 2:18.160  | Nicky Gooch Royaume-Uni                                                              | 2:18.291 | Chae Ji-hoon Corée du Sud                                        | 2:18.491 |
| 3 000 m         | Chae Ji-hoon Corée du Sud                                                | 5:00.557  | Marc Gagnon Canada                                                                   | 5:01.046 | Mirko Vuillermin Italie                                          | 5:01.078 |
| Relais 5 000 m  | Italie Michele Antonioli Orazio Fagone Maurizio Carnino Mirko Vuillermin | 7:04.914  | Canada Marc Gagnon Frédéric Blackburn Bryce Holbech François Drolet Derrick Campbell | 7:05.133 | Corée du Sud Chae Ji-hoon Kim Sun-tae Kim Dong-sung Lee Sang-jun | 7:07.598 |

### Femmes
| Épreuve         | Or                                                                     | Or          | Argent                                                   | Argent   | Bronze                                                                         | Bronze   |
| --------------- | ---------------------------------------------------------------------- | ----------- | -------------------------------------------------------- | -------- | ------------------------------------------------------------------------------ | -------- |
| Toutes épreuves | Chun Lee-kyung Corée du Sud                                            | 11 points   | Won Hye-kyung Corée du Sud                               | 9 points | Isabelle Charest Canada                                                        | 7 points |
| 500 m           | Isabelle Charest Canada                                                | 45.650 (WR) | Annie Perrault Canada                                    | 46.015   | Marinella Canclini Italie                                                      | 46.181   |
| 1 000 m         | Marinella Canclini Italie                                              | 1:39.656    | Chun Lee-kyung Corée du Sud                              | 1:39.858 | Isabelle Charest Canada                                                        | 1:39.995 |
| 1 500 m         | Chun Lee-kyung Corée du Sud                                            | 2:35.494    | Won Hye-kyung Corée du Sud                               | 2:35.506 | Sun Dandan Chine                                                               | 2:37.286 |
| 3 000 m         | Won Hye-kyung Corée du Sud                                             | 5:23.666    | Chun Lee-kyung Corée du Sud                              | 5:34.939 | Sun Dandan Chine                                                               | 5:40.709 |
| Relais 3 000 m  | Italie Marinella Canclini Katia Colturi Mara Urbani Barbara Baldissera | 4:21.494    | Chine Wang Chunlu Yang Yang (S) Yang Yang (A) Dandan Sun | 4:22.067 | États-Unis Amy Peterson Erin Porter Julie Goskowicz Karen Cashman Erin Gleason | 4:27.128 |

## Tableau des médailles
| Rang  | Nation       | Or | Argent | Bronze | Total |
| ----- | ------------ | -- | ------ | ------ | ----- |
| 1     | Corée du Sud | 4  | 5      | 3      | 12    |
| 2     | Italie       | 4  | 1      | 3      | 8     |
| 3     | Canada       | 3  | 4      | 3      | 10    |
| 4     | Chine        | 1  | 1      | 2      | 4     |
| 5     | Royaume-Uni  | 0  | 1      | 0      | 1     |
| 6     | États-Unis   | 0  | 0      | 1      | 1     |
| Total | Total        | 12 | 12     | 12     | 36    |